# 藏南丁香
藏南丁香（学名：Syringa tibetica）为木犀科丁香属的植物。分布于中国大陆的西藏等地，生长于海拔2,900米至3,200米的地区，常生于山地林缘或山麓，目前尚未由人工引种栽培。